# Nikolay Signevich
Nikolay Ievgueniévich Signevich (en russe : Николай Евгеньевич Сигневич) ou Mikalay Iawhenavich Sihnevich (en biélorusse : Мікалай Яўгенавіч Сігневіч), né le 20 février 1992, est un footballeur biélorusse évoluant actuellement au poste d'attaquant au FK Atyraou.

## Biographie
Signevich joue deux matchs avec la Biélorussie : le 15 novembre 2014 contre l'Espagne, et le 18 novembre 2014 contre le Mexique.

## Statistiques
Liste des buts de Nikolay Signevich avec la sélection biélorusse :
| # | Date             | Stade                               | Adversaire | Score | Score final | Compétition  |
| - | ---------------- | ----------------------------------- | ---------- | ----- | ----------- | ------------ |
| 1 | 18 novembre 2014 | Borisov Arena, Borisov, Biélorussie | Mexique    | 2 - 2 | 3 - 2       | Match amical |

## Palmarès
- Vainqueur de la Supercoupe de Biélorussie en 2014 avec le BATE Borisov
- Vainqueur de la Coupe de Biélorussie en 2015 avec le BATE Borisov
- Championnat de Biélorussie en 2014, 2015, 2016 et 2017 avec le BATE Borisov